# サッカー北マケドニア代表
サッカー北マケドニア代表（サッカーきたマケドニアだいひょう、マケドニア語: Фудбалска репрезентација на Македонија、アルバニア語:Kombëtarja maqedonase e futbollit）は、マケドニアサッカー連盟（FFM）によって構成される、北マケドニアのサッカーのナショナルチームである。

## 歴史
1993年、ユーゴスラビアからの分離独立とともに代表を編成。設立以後、FIFAワールドカップやUEFA EUROは予選敗退が続いていたが、UEFA EURO 2020で初めて予選を突破し本大会に出場した。
2022 FIFAワールドカップ・ヨーロッパ予選ではグループJ2位でプレーオフに進出。プレーオフ準決勝で2021年に開催されたUEFA欧州選手権の覇者であるイタリアに勝利するという大金星を挙げたが、プレーオフ決勝でポルトガルに敗れて本大会出場を逃した。

## 成績

### FIFAワールドカップ
- 1994 - 不参加
- 1998 - 予選グループ8 4位（敗退）
- 2002 - 予選グループ4 4位（敗退）
- 2006 - 予選グループ1 5位（敗退）
- 2010 - 予選グループ9 4位（敗退）
- 2014 - 予選グループA 6位（敗退）
- 2018 - 予選グループG 5位（敗退）
- 2022 - 予選プレーオフ パスC決勝敗退

### UEFA欧州選手権
- 1996 - 予選敗退
- 2000 - 予選敗退
- 2004 - 予選敗退
- 2008 - 予選敗退
- 2012 - 予選敗退
- 2016 - 予選敗退
- 2020 - グループリーグ敗退
- 2024 - 予選敗退

## 歴代監督
- 1993-1995  アンドン・ドンチェフスキ（英語版）
- 1996-1999  ギョキッツァ・ハジェヴスキー
- 1999-2001  ドラギ・カナトラロフスキ（英語版）
- 2001-2002  ジョレ・ヨヴァノフスキ（英語版）
- 2002-2003  ニコラ・イリエフスキ（英語版）
- 2003-2005  ドラギ・カナトラロフスキ（英語版）
- 2005  スロボダン・サントラチュ
- 2005-2006  ボバン・バブンスキー
- 2006-2009  スレチコ・カタネッツ
- 2009-2011  ミルサド・ヨヌズ（英語版）
- 2011-2012  ジョン・トシャック
- 2012-2013  チェドミル・ヤネフスキ（英語版）
- 2013-2015  ボスコ・ジュロヴスキー
- 2015  リュビンコ・ドルロヴィッチ
- 2015-2021  イゴル・アンゲロフスキ（英語版）
- 2021-  ブラゴヤ・ミレヴスキ

## 歴代選手

### 主要大会のメンバー
- UEFA欧州選手権
  - UEFA EURO 2020参加チーム

### 主な代表選手
| GK - ストレ・ディミトリエフスキ | DF - ボバン・バブンスキー - ゴッツェ・セドロスキー - アレクサンダル・ヴァソスキ - キレ・リステフスキ - ステファン・リストフスキ - エズジャン・アリオスキ | MF - ダルコ・タセフスキ - アギム・イブライミ - ダヴィッド・バブンスキー - ボバン・ニコロフ - エニス・バルディ - エリフ・エルマス | FW - ダルコ・パンチェフ - ゴラン・パンデフ - イリヤ・ネストロフスキ - アレクサンダル・トライコフスキ |

## 歴代記録
| 位 | 選手                           | 試合数 | 得点数 | 期間      |
| -- | ------------------------------ | ------ | ------ | --------- |
| 1  | ゴラン・パンデフ               | 122    | 38     | 2001-2021 |
| 2  | ゴッツェ・セドロスキー         | 100    | 8      | 1996-2010 |
| 3  | ヴェリチェ・シュムリコスキ     | 84     | 1      | 2002-2013 |
| 4  | アルティム・シャキリ           | 73     | 15     | 1996-2006 |
| 5  | イゴル・ミトレスキ             | 71     | 1      | 2001-2011 |
| 6  | ステファン・リストフスキ       | 68     | 2      | 2011-     |
| 6  | アレクサンダル・トライコフスキ | 68     | 18     | 2011-     |
| 8  | イヴァン・トリチコフスキ       | 67     | 7      | 2010-2021 |
| 9  | ニコルチェ・ノヴェスキ         | 64     | 5      | 2004-2013 |
| 10 | ペタル・ミロシェフスキ         | 59     | 0      | 1998-2009 |

| 位 | 選手                           | 得点数 | 試合数 | 期間      |
| -- | ------------------------------ | ------ | ------ | --------- |
| 1  | ゴラン・パンデフ               | 38     | 122    | 2001-2021 |
| 2  | アレクサンダル・トライコフスキ | 18     | 68     | 2011-     |
| 3  | ギオルギ・フリストフ           | 16     | 48     | 1995-2003 |
| 4  | アルティム・シャキリ           | 15     | 72     | 1996-2006 |
| 5  | ゴラン・マズノフ               | 10     | 45     | 2001-2009 |
| 5  | イリヤ・ネストロフスキ         | 10     | 46     | 2016-     |
| 7  | イルチョ・ナウモスキ           | 9      | 46     | 2003-2012 |
| 7  | エズジャン・アリオスキ         | 9      | 46     | 2013-     |
| 9  | サシャ・チリッチ               | 8      | 26     | 1996-2003 |
| 9  | ゴッツェ・セドロスキー         | 8      | 100    | 1996-2010 |